# Do Not Track
Do not track è un header HTTP, una direttiva di controllo delle pagine web che comunica al server web la preferenza dell'utente riguardo alla raccolta dei suoi dati di navigazione, raccolta che viene utilizzata per esempio nel caso delle pubblicità personalizzate.

## Caratteristiche
Lo scopo dello header do not track è richiedere a una determinata applicazione web la sospensione della raccolta delle informazioni circa l'utente che sta visitando la pagina. Si trova in fase di standardizzazione da parte del consorzio W3C.
Lo header attualmente accetta tre possibili valori: 1 nel caso in cui l'utente non voglia essere tracciato (opt out), 0 nel caso in cui l'utente voglia essere tracciato (opt in), oppure valore assente o non inviato nel caso in cui l'utente non abbia espresso una preferenza. Il comportamento di default dei browser è quello di non inviare lo header fino a che l'utente sceglie manualmente di abilitarlo. Questa è una caratteristica importante di questo header, che è progettato per essere presente solo dietro esplicita richiesta dell'utilizzatore.

## Storia
Nel 2007 numerose associazioni di consumatori hanno chiesto alla Federal Trade Commission degli Stati Uniti di creare una lista di do not track per la pubblicità online. Il proposito era quello di richiedere che chi fa pubblicità sul web dovesse inviare le proprie informazioni all'FTC, il quale avrebbe a sua volta provveduto a creare una lista, leggibile da un computer, dei nomi di dominio usati da queste società per inserire cookie o comunque tracciare le attività dei consumatori sul web.
Lo header è stato proposto originariamente nel 2009 dai ricercatori Christopher Soghoian, Sid Stamm e Dan Kaminsky.

## Supporto da parte dei browser
Nel gennaio 2011 Mozilla ha annunciato il supporto per il meccanismo DNT nel suo browser Firefox. Microsoft Internet Explorer, Apple Safari e Opera hanno aggiunto il supporto. Il 31 maggio 2012 Microsoft ha inserito in Internet Explorer 10, release preview di Windows 8, l'header do not track impostato di default su 1, con lo scopo di proteggere i propri utenti. Google Chrome, invece, supporta questa funzione dalla versione 23.
La versione 42 di Mozilla, uscita nel novembre 2015, per la prima volta implementa una funzionalità che blocca attivamente i contenuti caricati dai siti Web nel browser come banner pubblicitari ritenuti inadeguati, script per il tracciamento, pulsanti di condivisione "social", pixel traccianti, mentre in passato i browser si limitavano a bloccare passivamente il salvataggio dei contenuti remoti sulla cache locale..